# Carreraomyia alpuyeca
Carreraomyia alpuyeca är en tvåvingeart som först beskrevs av Cole och Pritchard 1964.  Carreraomyia alpuyeca ingår i släktet Carreraomyia och familjen rovflugor. Inga underarter finns listade i Catalogue of Life.